# Панфілово (Волгоградська область)
Панфілово (рос. Панфилово) — селище у Новоаннінському районі Волгоградської області Російської Федерації.
Населення становить 1853  особи. Входить до складу муніципального утворення Панфиловське сільське поселення.

## Історія
Селище розташоване у межах українського історичного та культурного регіону Жовтий Клин.
Селище засноване 1870 року.
Згідно із законом від 21 грудня 2004 року № 970-ОД органом місцевого самоврядування є Панфиловське сільське поселення.

## Населення
| 1959 | 2010  | 2015  |
| ---- | ----- | ----- |
| 3005 | ↘1797 | ↗1853 |